# Tyronne Gustavo del Pino Ramos
Tyronne Gustavo del Pino Ramos (* 27. Januar 1991 in Las Palmas de Gran Canaria), auch als Tyronne bekannt, ist ein spanischer Fußballspieler.

## Karriere
Tyronne erlernte das Fußballspielen in der Jugendmannschaft von UD Las Palmas. Hier unterschrieb er im Juli 2010 auch seinen ersten Vertrag. Die Mannschaft aus Las Palmas auf der spanischen Insel Gran Canaria spielte in der zweiten spanischen Liga. Die Zweite Mannschaft spielte in der Primera División RFEF. Achtmal spielte er mit Las Palmas in der zweiten Liga. Von Las Palmas wurde er an die spanischen Vereine Barakaldo CF, SD Huesca und CD Teneriffa ausgeliehen. Nach der Ausleihe zu CD Teneriffa wurde er Mitte Juli 2017 von Teneriffa fest unter Vertrag genommen. Bei dem Zweitligisten von der kanarischen Insel Teneriffa stand er bis Mitte September 2019 unter Vertrag. Für Teneriffa absolvierte er insgesamt 53 Zweitligaspiele. Am 13. September 2019 unterschrieb er in Griechenland einen Vertrag bei PAS Lamia. Für den Verein aus Lamia spielte er 17-mal in der ersten Liga, der Super League. Nach Vertragsende war er von Juli 2020 bis Dezember 2020 vertrags- und vereinslos. Im Januar 2021 nahm ihn PAS Lamia erneut unter Vertrag. Für Lamia absolvierte er weitere 40 Erstligaspiele. Im Juli 2022 zog es ihn nach Asien, wo er in Thailand einen Vertrag beim Erstligisten Nakhon Ratchasima FC unterschrieb. Am Ende der Saison musste er mit dem Verein aus Nakhon Ratchasima den Weg in die zweite Liga antreten. Für Korat bestritt er 27 Erstligaspiele. Nach dem Abstieg wurde sein Vertrag nicht verlängert. Am 1. Juli 2023 unterschrieb er in Indonesien einen Vertrag beim Erstligisten Persib Bandung. Nach einem Erstligaspiel wechselte er im Januar 2024 auf Leihbasis zum thailändischen Erstligisten Ratchaburi FC. Für den Verein aus Ratchaburi bestritt er 15 Erstligaspiele. Nach der Ausleihe kehrte er im Sommer 2024 zu Persib zurück. Am Ende der Saison 2024/25 feierte er mit Bandung die indonesische Meisterschaft.

## Erfolge
Persib Bandung
- Indonesischer Meister: 2024/25